# BackTrack
A BackTrack egy Debian Linux alapú, számítógépek sebezhetőségével foglalkozó, teljesen ingyenes operációs rendszer. Nevét a backtracking kereső algoritmus után kapta. Hackerek és biztonsági szakemberek körében nagyon népszerű. Operációs rendszerek (jellemzően Microsoft Windows) sebezhetőségeinek felderítésére és kihasználására alkalmas. Rengeteg sikeres betörést hajtottak vele végre szerte a világon.

## Története
A BackTrack két, korábban egymással versengő disztribúció összeolvadásával jött létre, melyek az operációs rendszerek sebezhetőségi pontjainak kimutatásával foglalkoztak:
- WHAX: egy Slax alapokon nyugvó Linux-disztribúció. Mati Aharoni biztonsági szaktanácsadó fejlesztette. A korábbi verzióit Whoppix-nek hívták, és Knoppix alapú volt.
- Auditor biztonsági gyűjtemény: LiveCD, Knoppix alapokon nyugvó rendszer. Max Moser fejlesztette, és több mint 300 eszközt tartalmazott felhasználóbarát hierarchiába rendezve.

## Eszközök
Számos jól ismert biztonsági eszközt tartalmaz:
- Metasploit integráció
- RFMON Injekció képes WiFi driverek
- Aircrack-ng
- Gerix Wifi Cracker
- Kismet (szoftver)
- Nmap
- Ophcrack
- Ettercap
- Wireshark (korábban Ethereal néven volt ismert)
- BeEF (Browser Exploitation Framework)
- Hydra
- OWASP Mantra Security Framework hacker eszközök készlete, add-onok Firefoxhoz
- Cisco OCS Mass Scanner Egy nagyon megbízható és gyors szkenner Cisco routerekhez.
- Nagy számú exploit gyűjtemény
- Hashcat

A BackTrack 12 kategóriába sorolja eszközeit:
- Információ gyűjtése
- Sebezhetőség kiértékelése
- Exploit kivitelezésére használt eszközök
- Privilégium eszkaláció
- Maintaining Access eszközök
- Reverse Engineering eszközök
- RFID eszközök
- Stresszelő eszközök
- Zavaró eszközök
- Jelentési eszközök
- Szolgáltatások
- Minden egyéb

## Kiadások
| Dátum               | Kiadás                                                   |
| ------------------- | -------------------------------------------------------- |
| 2006. február 5.    | BackTrack v.1.0 Beta                                     |
| 2006. május 26.     | Ez a BackTrack projektben az első nem béta kiadás (1.0). |
| 2007. március 6.    | BackTrack 2 végső kiadás.                                |
| 2008. június 19.    | BackTrack 3 végső kiadás.                                |
| 2010. január 9.     | BackTrack 4 végső kiadás.                                |
| 2010. május 8.      | BackTrack 4 R1 kiadás                                    |
| 2010. november 22.  | BackTrack 4 R2 kiadás                                    |
| 2011. május 10.     | BackTrack 5 kiadás (Linux kernel 2.6.38)                 |
| 2011. augusztus 18. | BackTrack 5 R1 kiadás (Linux kernel 2.6.39.4)            |
| 2012. március 6.    | BackTrack 5 R2 kiadás (Linux kernel 3.2.6)               |
| 2012. augusztus 13. | BackTrack 5 R3 (kódnév: Revolution)                      |

| 2013. március 13. | Kali 1.0 release[ |

Ha megjelenik egy újabb kiadás, a régebbi kiadások elveszítik támogatásukat.

## Külső hivatkozások
http://www.backtrack-linux.org/
1. ↑  BackTrack 5 R3 Released! (angol nyelven)